# Министар финансија Републике Српске
Министар финансија Републике Српске је одговорно лице које води и представља Министарство финансија Републике Српске. Садашња министарка финансија Републике Српске је Зора Видовић.

## Надлежности
Министар финансија Републике Српске у оквиру својих овлашћења: 
- представља министарство;
- представља министарство, затим руководи руководи министарством, одговоран је за радне активности унутар министарства, одговоран је за материјално-финансијско пословање министарства, као и за рад републичких органа и управа под јурисдикцијом министарства финансија Републике Српске.

## Бивши министри
- Александар Џомбић (до 29. децембра 2010)
- Симеун Вилендечић
- Миленко Врачар